# Fukrey: Buenos para nada
Fukrey (traducido como "Haraganes") es una película de comedia en hindi del año 2013, dirigida por Mrighdeep Singh Lamba, producida por Farhan Akhtar y Ritesh Sidhwani, y protagonizada por Pulkit Samrat, Manjot Singh, Varun Sharma, Ali Fazal, Priya Anand, Vishakha Singh, Pankaj Tripathi y Richa Chadda. La historia y los diálogos fueron escritos por Vipul Vig, y el guion fue desarrollado por Vig y Lamba. Bajo la marca Excel Entertainment, la película se estrenó el 14 de junio de 2013. A pesar de un mal estreno, la película se convirtió en un éxito inesperado . Actualmente, la película está disponible en plataformas de transmisión como Netflix, Amazon Prime Video y Disney+ Hotstar.

## Elenco
- Pulkit Samrat como Vikas "Hunny" Gulati
- Manjot Singh como Lali Halwai
- Ali Fazal como Zafar Bhai
- Varun Sharma como Dilip "Choocha" Singh
- Priya Anand como Priya Sharma, interés romántico de Hunny
- Vishakha Singh como Neetu Raina, prometida de Zafar
- Pankaj Tripathi como Pandit
- Richa Chadha como Bholi Punjaban; el personaje de Bholi está vagamente basado en la presunta proxeneta Sonu Punjaban
- Bhupesh Rai como Bhuppa Ali
- Ashraful Haque como Smakiya
- Anurag Arora como Oficial de Narcóticos
- Ajay Trehan como Inspector Khanna
- Pooja Kalra como Mujer gorda en el autobús
- V K Sharma como Profesor de Hunny y Choocha
- Smarty como Niño pequeño en el Gurudwara
- S.K. Lalwani como Padre de Zafar
- Kumkum Ajit Kumar Das como Madre de Zafar
- Divya Phadnis como Shalu, exnovia de Lali.
- Tejeshwar Singh como Monty
- Sanjeeva Vats como Vendedor de lotería
- Shrikant como Asistente del Ministro
- Arun Verma como Pradhan
- Jatinder Bakshi como Cantante de Jagrata
- Mehak Manwani como Nueva novia de Lali en la universidad
- Michael Obidke como Eddie
- Sukhwinder Chahal como Transeúnte en el Gurudwara
- Majinder Singh P. Kareer como Billa Halwai, padre de Lali.

## Producción

### Rodaje

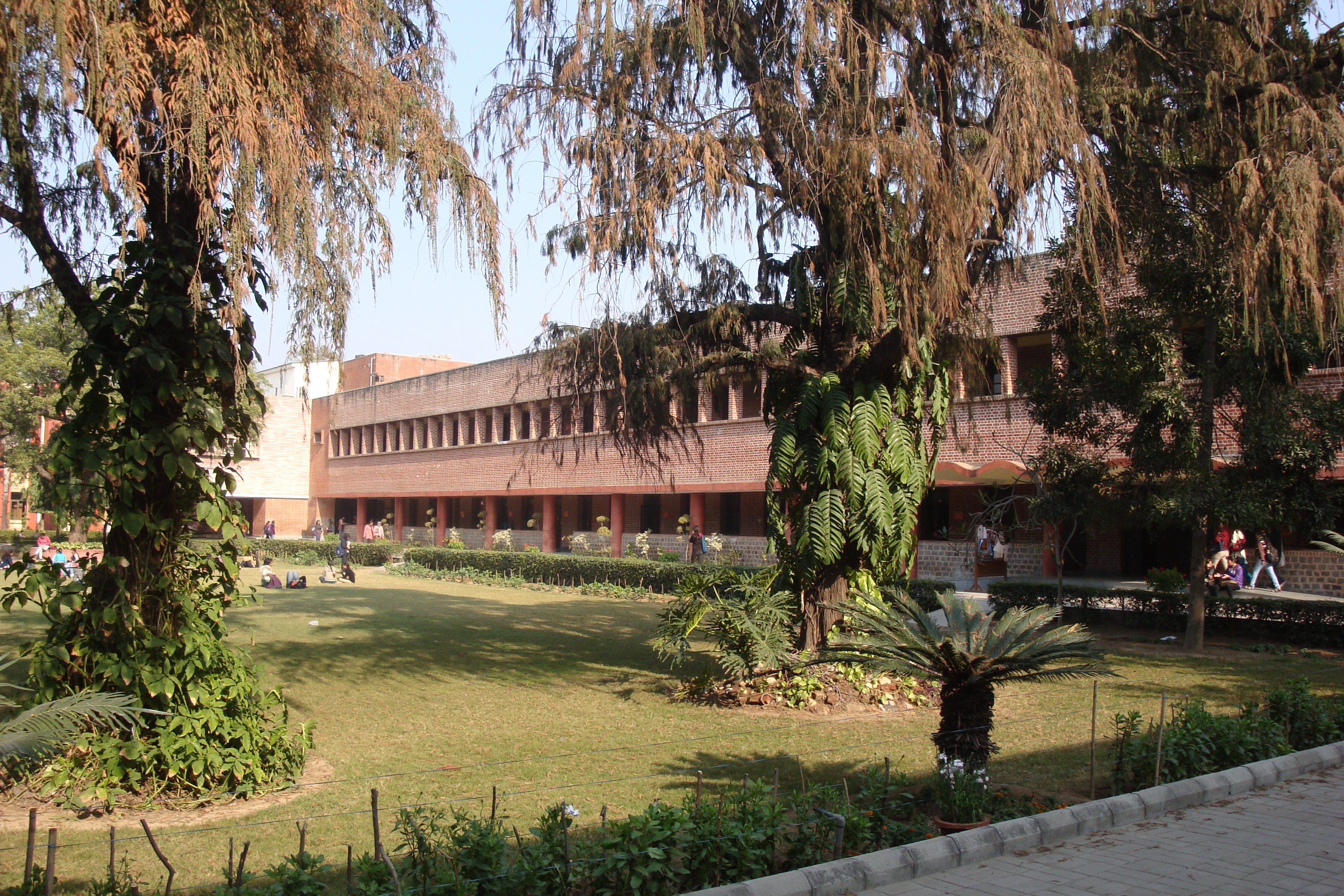

La filmación de la película tuvo lugar principalmente en Delhi, abarcando varios lugares, entre ellos Miranda House, donde se grabaron la mayoría de las escenas universitarias y la secuencia de apertura.

## Relanzamiento
Debido a la demanda y la popularidad entre el público, la película fue relanzada en los cines. En septiembre de 2013, los cines PVR proyectaron Fukrey junto con otras películas.

## Recepción

### Recepción de la crítica
Taran Adarsh de Bollywood Hungama le otorgó una puntuación de 3,5/5 y comentó: "Fukrey es una versión retorcida y deliciosamente escandalosa de los atajos que utilizan los jóvenes de hoy".
Rajeev Masand de CNN-IBN calificó la película con 2,5/5 y señaló que "un guión más ajustado y más tiempo en pantalla para el excelente Pankaj Tripathi, como el emprendedor guardia de seguridad del campus Panditji, podrían haber ayudado a convertir esta película moderadamente entretenida en una buena travesura divertida".
Saibal Chatterjee de NDTV le otorgó a la película una calificación de 3/5.

### Taquillas
Fukrey logró acumular alrededor de 142 millones de rupias en sus primeros cinco días después de su lanzamiento. Al concluir su segunda semana en cartelera, la película había logrado una recaudación neta de 290 millones de rupias en los cines nacionales. El rendimiento comercial de la película mostró diversidad en todo el territorio de la India. Experimentó un éxito notorio en las regiones de Delhi/UP y East Punjab, así como en Rajasthan, aunque su rendimiento fue más promedio en el resto del país. En su segundo viernes, la película logró recaudar aproximadamente 20 millones de rupias netos, una cifra que representó tan solo un 20% menos que su primer día en cartelera. El segundo fin de semana y la segunda semana resultaron excepcionales para la película, contribuyendo significativamente a su recaudación total. Al final de su periodo en los cines, Fukrey había acumulado alrededor de 360 millones en los mercados nacionales.

## Banda sonora
La distribución y el lanzamiento de Fukrey fueron realizados por T-Series. La banda sonora de la película fue compuesta por Ram Sampath, con letras escritas por los escritores Vipul Vig y Mrighdeep Singh Lamba para una canción cada uno, mientras que Munna Dhiman se encargó del resto. Cabe destacar que Fukrey es la primera producción de Excel Entertainment que prescinde de canciones escritas por el letrista habitual del productor Farhan Akhtar, su padre Javed Akhtar.
| No.             | Título               | Letra                   | Cantante(s)                                                                                | Duración |
| --------------- | -------------------- | ----------------------- | ------------------------------------------------------------------------------------------ | -------- |
| 1.              | "Fuk Fuk Fukrey"     | Vipul Vig, Munna Dhiman | Ram Sampath, Yash Divecha, Amjad Bagadwa y Vrashal Chavan                                  | 3:26     |
| 2.              | "Beda Par"           | Mrighdeep Singh Lamba   | Tarannum Malik, Mika Singh                                                                 | 4:03     |
| 3.              | "Lotería Lag Gayi"   | Mrighdeep Singh Lamba   | Tarannum Malik, Mimosa Pinto, Neisha Maskarenhas, Clint Cabral, Rana Mazumdar, Ram Sampath | 3:18     |
| 4.              | "Karle Jugaad Karle" | Munna Dhiman            | Kailash Kher, Pradipta Guha, Keerthi Sagathia                                              | 6:01     |
| 5.              | "Raba"               | Munna Dhiman            | Ram Sampath, Clinton Cerejo, Keerthi Sagathia                                              | 4:23     |
| 6.              | "Ambarsaria"         | Munna Dhiman            | Sona Mohapatra                                                                             | 4:08     |
| Duración total: | Duración total:      | Duración total:         | Duración total:                                                                            | 25:19    |

### Recepción
La música de la película fue elogiada por los críticos, especialmente por la canción "Ambarsariya", que es una adaptación de una canción tradicional popular punjabi. Esta canción fue interpretada por Sona Mohapatra.

## Continuación
El 30 de enero de 2016, se reveló la noticia de una secuela de la película, que contaría con el elenco original y sería dirigida por Lamba, además de ser producida por Excel Entertainment. El proceso de rodaje inició en agosto de 2016 en Delhi. Finalmente, la película se estrenó el 8 de diciembre de 2017.
Se inició la producción de una tercera entrega llamada "Fukrey 3" el 13 de marzo de 2022, en la que el elenco de las dos películas anteriores retoma sus respectivos roles. El director Mrighdeep Singh Lamba está a cargo de la dirección en esta ocasión también.

## Serie animada
Se lanzó una serie animada dirigida a niños llamada "Fukrey Boyzzz", la cual fue producida en colaboración por Excel Entertainment y Discovery Kids India. La serie debutó el 12 de octubre de 2019 en Discovery Kids India y presenta las peripecias animadas de los personajes populares Hunny, Choocha, Laali y Bholi Punjaban, junto con otros personajes. Además, se lanzó una película de comedia animada india titulada "Fukrey Boyzzz: Space Mein Fukrapanti" en 2020, que sirve como continuación de la serie.